# Frequentiekamlaser

Frequentiespectrum van een frequentiekamlaser.

Een frequentiekamlaser is een speciale laser die voor het menselijk oog wit licht uitzendt.
Het spectrum van deze laser is niet continu maar bestaat uit een groot aantal zeer smalle frequentiebandjes die samen de indruk van wit licht geven. Omdat deze bandjes op vaste afstand van elkaar liggen ontstaat in het frequentiedomein het beeld van een kam, vandaar de naam.
John Hall en Theodor Hänsch kregen voor deze uitvinding uit 1998 reeds in 2005 de Nobelprijs voor de Natuurkunde: voor hun bijdragen aan de ontwikkeling van laser-precisiespectroscopie, waaronder de optische frequentiekamtechniek.
De techniek wordt onder andere gebruikt voor zeer nauwkeurige atoomklokken en bijvoorbeeld ook om de minimale bewegingen te detecteren van sterren als daar een planeet omheen draait, wat aan het (door de techniek nu detecteerbare) dopplereffect te zien is.